# Iris Blauensteiner

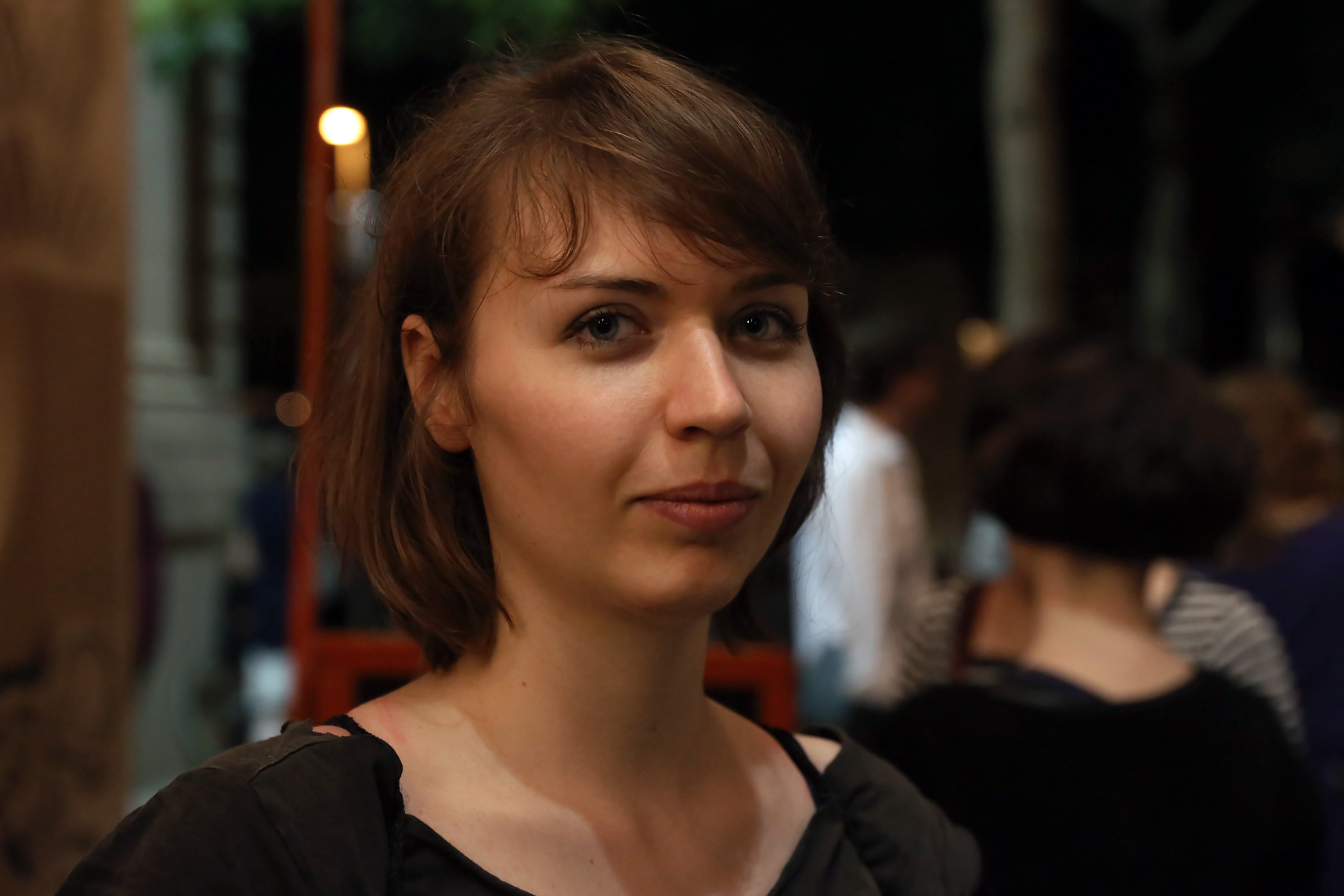
Iris Blauensteiner

Iris Blauensteiner (* 1986 in Wien, Österreich) ist eine Autorin und Filmemacherin, die in Wien lebt.

## Leben
Sie studierte Kunst und digitale Medien an der Akademie der bildenden Künste Wien, sowie Theater-, Film-, und Medienwissenschaft an der Universität Wien.
Zahlreiche kürzere Texte, Prosa und Lyrik, wurden in Anthologien und Literaturzeitschriften veröffentlicht. Daneben schrieb Iris Blauensteiner Theaterstücke, Drehbücher, realisierte Hörinstallationen. Ihre Filme, die sie vor allem in den Bereichen Drehbuch und Regie umsetzte, zuletzt Die Welt ist an ihren Rändern blau, die_anderen_bilder, Rast und Schwitzen, waren auch auf internationalen Festivals zu sehen.
Iris Blauensteiner ist Mitglied der Golden Pixel Cooperative.

## Werk
Bücher
- Kopfzecke, Roman, Kremayr & Scheriau, Wien 2016, ISBN 978-3-218-01044-3
- Atemhaut, Roman, Kremayr & Scheriau, Wien 2022, ISBN 978-3-218-01279-9

Beiträge – Auswahl
- Das Surren der Gefriertruhe (Prosa), in: Nachdem es passiert ist. Krimis im literarischen Quartett, Hrsg.: Universität für angewandte Kunst Wien, Verlag der edition ps, Wien 2010
- Zuckerkönigin (Prosa), in: kolik.literatur. Nr. 54, Hrsg.: Gustav Ernst und Karin Fleischanderl, Verein für neue Literatur, 2011
- Wachs (Lyrik), in: Gegenwartsliteratur V. Edition Literatursalon Wartholz, 2012
- Die Balkonsängerin (Lyrik), in: Keine Delikatessen – Bühne für SchriftBilder. Nr. 17, Hrsg.: Sarah Legler und Maria Seisenbacher, Verein Kleine Delikatessen – Bühne für SchriftBilder, 2012
- und eine von ihnen singt (Lyrik), in: Lichtungen. Zeitschrift für Literatur, Kunst und Zeitkritik. Nr. 130, Hrsg.: Helwig Brunner, Werner Fenz, Markus Jaroschka und Georg Petz, Literaturkreis Lichtungen, 2012
- Dunkle Eiche (Prosa), in: The gap. Magazin für Musik, Film, Games, Web & Kreatives, Nr. 136, Hrsg.: Thomas Weber, Monopol GmbH, Wien, 2013
- Holz (Prosa), in: kolik.literatur. Nr. 59, Hrsg.: Gustav Ernst und Karin Fleischanderl, Verein für neue Literatur, 2013
- Stierbauch (Prosa), in: Lichtungen. Zeitschrift für Literatur, Kunst und Zeitkritik. Nr. 156, Hrsg.: Helwig Brunner, Markus Jaroschka, Astrid Kury, Georg Petz, Andrea Stift-Laube; Literaturkreis Lichtungen, 2018
- Gegenwartsdichtung aus Österreich, Hindi Übersetzung. In: Novembersonne / November Ki Dhoop – Gegenwartsdichtung aus Österreich / Aadhunik Austriai Kavitayen / Hindi Translation of Modern Austrian Poems, Hrsg.: Namita Khare und Sanjeev Kaushal, Verlag: Vani Prakashan, 2021, ISBN 978-93-89915-28-0

## Preise und Stipendien für Literatur und Film, Auswahl
- Förderpreise der Wiener Video & Filmtage (Filmfestival für junge FilmemacherInnen) 2004, 2006, 2007 & 2010
- Publikumspreis des Vienna Independent Short Film Festivals 2007 Vienna Shorts (3 short films)
- Kunstfilm-Jurypreis bei film:riss (Studentenfilmfestival Salzburg) 2007
- Preisträgerin des „spec_script Award“ der Drehbuchwerkstatt Salzburg 2010
- Startstipendium für Literatur des BKA 2011
- Finalistin Literaturpreis Wartholz 2012
- Dramatikerinnen-Stipendium des BKA – Bundeskanzleramt Österreich Kunst und Kultur – 2013
- Nachwuchspreis  des Vienna Independent Short Film Festivals 2014 Vienna Shorts
- STARTstipendium für Filmkunst des Bundeskanzleramts Österreich (Kunst und Kultur) 2014[3]
- Shortlist Literaturpreis Alpha 2017[4]
- Aufenthaltsstipendium im Literarischen Colloquium Berlin 2017
- Festival-Preis & Sonja-Savić-Award beim Alternative Film/Video Festival Belgrade 2018
- Förderungspreis für Literatur der Stadt Wien 2018
- ArtStart-Stipendium (Akademie der bildenden Künste Wien) 2018[5]
- Aufenthaltsstipendium der Österreichischen Gesellschaft für Literatur im Casa Litterarum in Paliano (Italien) 2018
- Jurypreis „Labo“ des Festival International du Film de Nancy (Frankreich) 2019
- Aufenthaltsstipendien des Alternative Film/Video Festivals Belgrade & der Nadežda Petrović Art Gallery, Čačak (Serbien) 2019
- Aufenthaltsstipendium im Kunstnarhuset Messen, Ålvik (Norwegen) 2019
- Hauptpreis beim Drehbuchwettbewerb „If she can see it, she can be it“, Drehbuchforum Wien 2019[6]
- Franz-Edelmaier-Residenz für Literatur und Menschenrechte, Meran 2020
- START-Stipendium für Literatur des Bundesministeriums für Kunst und Kultur 2021
- Preis für Innovatives Kino der Diagonale (Filmfestival) (Half of the Sky, im Kollektiv The Golden Pixel Cooperative) 2021[7]
- 2022 Nominierung für den Österreichischen Buchpreis (Longlist) mit Atemhaut (Verlag Kremayr & Scheriau)[8]